# Бенгальський кіт
Бенга́льський також далекосхі́дний, або леопа́рдовий кіт (Prionailurus bengalensis) — дикий кіт, поширений у Східній, Південній та Південно-Східній Азії. Його розмір відповідає розміру свійського кота, і в межах свого великого ареалу трапляються різноманітні варіанти забарвлення. 2017 року з надвиду бенгальського кота у результаті філогеографічного дослідження було виділено новий вид — Prionailurus javanensis.

## Зовнішній вигляд
Розміри тіла й забарвлення волосяного різниться з півночі на південь. На півночі особини мають більші розміри, на півдні — менші. На півдні базове забарвлення хутра жовтіше, натомість на півночі воно переважно сіро-коричневе. Хутро вкрите темними плямами, а на голові є чорні смужки. У північних популяцій плями на хутрі мають форму кругів, у південних популяцій це виразні мазки — від великих суцільних плям до розеток і до плям з темно-коричневими або червонуватими центрами. Амурські бенгальські коти з Росії, Корейського півострова і Китаю взимку дуже бліді з довгим і щільним хутром, яке линяє до темнішого літнього. Коти, які живуть в неволі, так само дуже відрізняються від своїх диких родичів.

## Поширення
Бенгальські коти завжди живуть біля води. У тропічних лісах вони так само добре приживаються, як і у хвойних лісах і саванах або в горах. Вони уникають людських поселень і лише іноді перетинають оброблені поля.
Ареал бенгальських котів тягнеться від Приамур'я, Кореї і Китаю до Індії, Пакистану й Малайзії. Вони зустрічаються на таких островах, як Чеджудо, Цусіма, Тайвань, Хайнань.

## Охорона
Полювання на бенгальського кота ведеться в КНР через цінне хутро. Його імпорт в Європу припинений, проте в Японію все ще експортуються великі партії. В цілому бенгальський кіт не знаходиться під загрозою зникнення, проте в деяких регіонах він вже став рідкісною твариною.

## Гібрид
Бенгальський кіт — це гібридна порода, яка з'явилася у США у 1960–1970-х роках в результаті схрещування азійського леопардового кота (Prionailurus bengalensis) з домашнім котом. Метою було створення домашньої тварини з ефектною дикою зовнішністю, але лагідним і дружнім характером.
Перші покоління бенгальців (F1–F3) зберігали частину дикої поведінки, тому вважалися менш придатними для домашнього утримання. Сучасні ж бенгальські коти вже повністю адаптовані до життя в родині, адже вони належать до поколінь F4 і вище, що формуються шляхом схрещення між самими бенгальцями.

## Підвиди
Prionailurus bengalensis bengalensis — поширений в Індії та Індокитаї;

Prionailurus bengalensis chinensis — є в Китаї й на Тайвані;

Prionailurus bengalensis horsfieldi — зустрічається на території від Кашміру до Сиккима;

Prionailurus bengalensis iriomotensis — іріомотський кіт, є на острові Іріомото, раніше виділяли в окремий вид;

Prionailurus bengalensis manchurica — маньчжурський леопардовий кіт, є в тропічних лісах;

Prionailurus bengalensis trevelyani — зустрічається на території від Північного Кашміру до Південного Балучистана, в Пакистані;

Prionailurus bengalensis euptailura — зустрічається на Далекому Сході, існує також інша назва — амурський леопардовий кіт.

- Цусімський кіт (Prionailurus bengalensis euptailurus) — поширений на японському острові Цусіма.